# Cezar III
Cezar III – gra polegająca na budowaniu i rozwoju miasta z czasów Cesarstwa Rzymskiego. Została wydana w 1999 roku przez Sierra Entertainment. Jest trzecią częścią cyklu Cezar.
Cezar III stał się inspiracją do stworzenia klonów gry opartych na otwartej licencji, zatytułowanych Julius oraz Augustus.